# ديفيد أوبراين (سباح)
ديفيد أوبراين (بالإنجليزية: David O'Brien)‏ (مواليد 28 يناير 1983) هو سبّاح من المملكة المتحدة، مثّل بلاده في الألعاب الأولمبية الصيفية 2004.

## روابط خارجية
ديفيد أوبراين على موقع أوليمبيديا (الإنجليزية)
- ديفيد أوبراين على موقع اللجنة الأولمبية البريطانية (الإنجليزية)